# Lord John's Journal
Lord John's Journal er en amerikansk stumfilm fra 1916 af Edward J. Le Saint.

## Medvirkende
- William Garwood som Lord John Haselmore
- Stella Razetto som Maida Odell
- Ogden Crane som Roger Odell
- Walter Belasco som Paola Tostini
- Jay Belasco som Antonio Tostini